# Lorenzkirche (Leingarten)

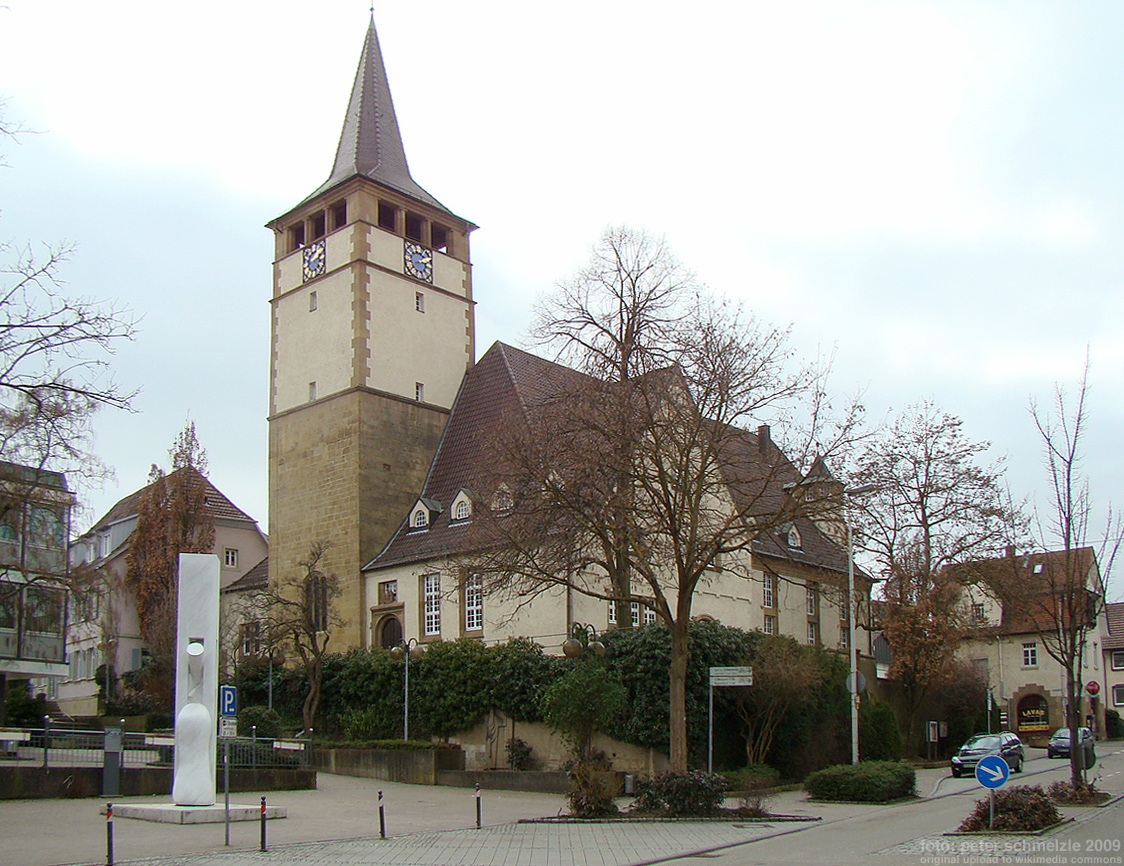
Lorenzkirche in Leingarten

Die Lorenzkirche in Großgartach, einem Stadtteil von Leingarten im Landkreis Heilbronn, ist eine 1913 nach den Plänen von Martin Elsaesser im Jugendstil errichtete evangelische Pfarrkirche. Die historische Chorturmkirche wurde abgerissen, nur das Erdgeschoss des Chorturms blieb erhalten.

## Geschichte
Eine Kirche im Leingartener Ortsteil Großgartach wird 1122 erstmals urkundlich erwähnt. Kaiser Heinrich V. bestätigt den Grafen von Lauffen die Stiftung ihres Besitzes in Großgartach – zu dem auch die Kirche gehörte – an das Kloster Odenheim. Kaiser Friedrich I. Barbarossa bezeugt 1161 die Stiftung, erwähnt das Patronatsrecht erneut und fügt u. a. hinzu, dass die Baulast für Turm und Chor beim Kloster liegt. Diese, dem heiligen Laurentius („Lorenz“) geweihte romanische Chorturmkirche war ein Vorgängerbau der heutigen Lorenzkirche. Im Wormser Synodale von 1496 wird sie erstmals namentlich genannt. Drei Altäre standen im Kirchenschiff (vor der Ostwand). Auf der rechten Seite befand sich der Altar der heiligen Magdalena, auf der linken Seite der Altar der Jungfrau Maria und vor dem Chor der Altar der heiligen Elisabeth für die von der Gemeinde 1379 gestiftete Frühmesskaplanei mit einem Hof auf der Gemarkung Schluchtern. Für die Besetzung der Stellen besaß das Kloster Odenheim das Patronatsrecht. Zur Pfarrei gehörten die Filialkirchen in Nordheim und Schluchtern. Der erste lutherische Prediger in Großgartach wird 1531 erwähnt, vier Jahre bevor die Gemeinde mit der Einführung der Reformation im Herzogtum Württemberg 1535 evangelisch wurde. Durch das Restitutionsedikt Kaiser Ferdinands II. wurde 1629 der katholische Gottesdienst wieder eingeführt. Schon zwei Jahre später war der Ort wieder evangelisch, denn König Gustav Adolf von Schweden belehnte seinen Oberst Bernhard von Schaffalizki mit dem zum Ritterstift Odenheim-Bruchsal gehörenden Teil von Großgartach. 1634 erhielt das Ritterstift seine Rechte zurück und es versuchte, die evangelische Predigt zu verhindern. Ohne eigenen Pfarrer (das Recht zur Besetzung der Pfarrstelle lag beim Ritterstift) war die protestantische Gemeinde von 1635 bis 1641 Filiale der Kirchengemeinde Dürrenzimmern und danach der Gemeinde Obereisesheim, bevor sie wieder eine eigene Pfarrei bekam. Durch einen päpstlichen Erlass erhielt das katholische Ritterstift das Recht, für die protestantische Gemeinde Großgartach aus dem Kreis der Kandidaten, die in Württemberg das evangelische Pfarrerexamen bestanden hatten, den Pfarrer zu bestellen, den dann der Landesherr in Stuttgart bestätigte.

## Baugeschichte
Der 1912 abgebrochene Vorgängerbau der heutigen Kirche war ursprünglich eine romanische Chorturmkirche. Um das Jahr 1470, in spätgotischer Zeit, wurde die Kirche erweitert oder renoviert. Das Kirchenschiff bekam um 1670 ein bemaltes Gewölbe aus Holz und 1725, nach einem Umbau, drei Emporen. Nachdem die Kirche zu Beginn des 20. Jahrhunderts in einem schlechten baulichen Zustand war, wurde sie 1912 abgebrochen, nur das Erdgeschoss des Turms mit dem romanischen Altarraum und der spätgotischen Sakramentsnische blieb vom mittelalterlichen Gebäude erhalten. Nach Plänen von Martin Elsaesser entstand unter Pfarrer Julius Gmelin 1913 ein Neubau im Jugendstil. Durch eine Eingangshalle wurde die Kirche nach Westen erweitert und auf der Nord- und Südseite erhielt sie einen weiteren Zugang. Die leichten Schäden aus den letzten Tagen des Zweiten Weltkriegs waren bald behoben, doch die Renovierung im Innenraum erfolgte erst 1965. Dabei veränderte man die von Martin Elsaesser gewählte farbliche Gestaltung und entfernte manche Schmuckelemente. 1985 wurde die Kirche außen und 1990 wieder innen renoviert, mit einer Rückkehr zu den Dekorationsideen des Architekten.

## Beschreibung

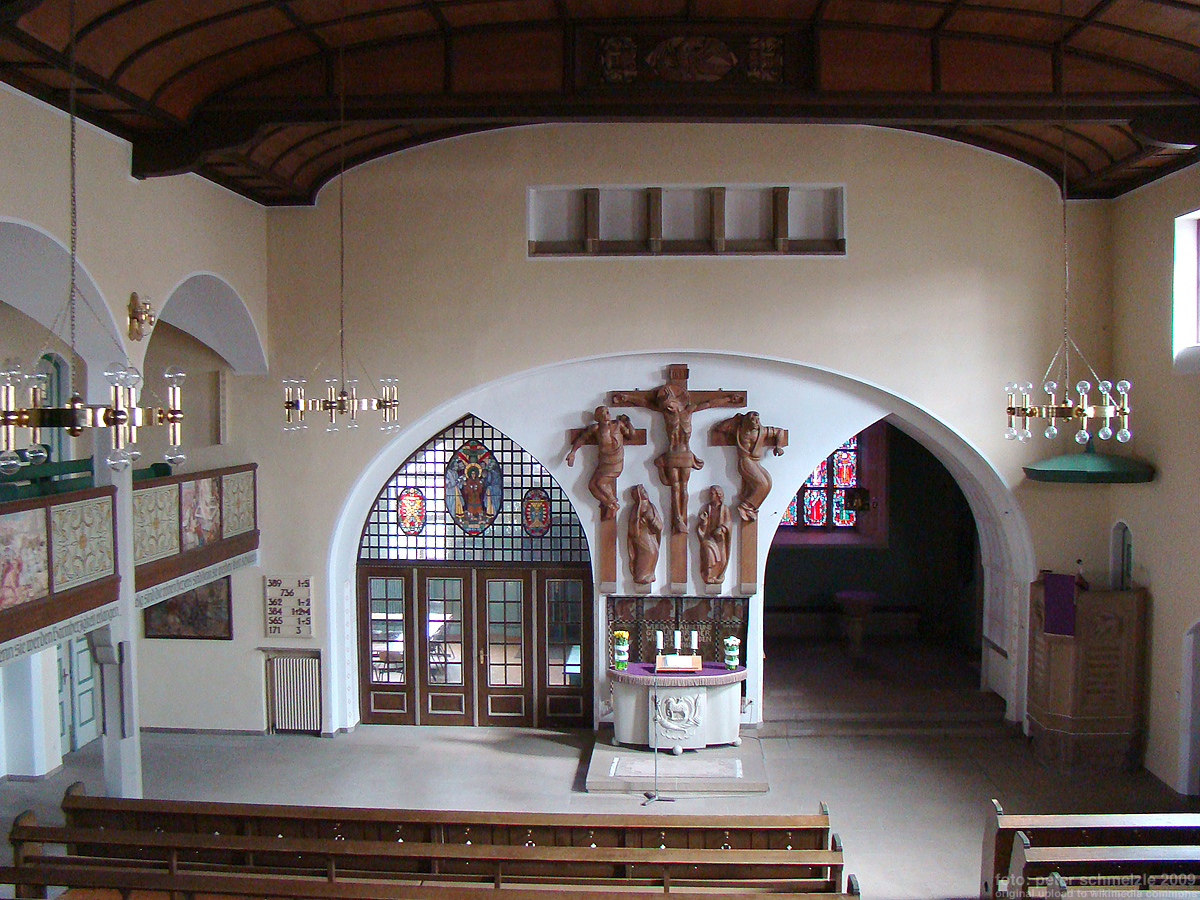
Blick von der Westempore zum Chor

Parallel zur Westwand der Kirche kommt man von Norden und Süden über einige Stufen in die offene Vorhalle. Die Türen führen über einen schmalen Vorraum ins Kirchenschiff und auf die Emporen. Der Raumteil außerhalb der Arkaden der nördlichen Empore ist von einer hölzernen Decke überwölbt. Auf der Ostseite dieses Bereichs steht der Altar vor einer raumhohen Wand mit zwei spitzbogigen Durchgängen. Links vom Altar kommt man in einen Gemeinderaum, rechts schaut man in den mittelalterlichen Turmchor, der jetzt als Taufkapelle dient. Er zeichnet sich durch ein kraftvolles Kreuzkappengewölbe aus, dessen Rippen auf den mit Pflanzenmotiven geschmückten Kapitellen romanischer Säulen stehen. Über der Tür zur Sakristei befindet sich das Wappen des Odenheimer Abtes Johann Schenk von Winterstetten (im Amt 1468 bis 1472) mit der Jahreszahl 1470. Die Sediliennische in der Südwand und die reich verzierte spätgotische Sakramentsnische in der Nordwand gehören ebenfalls in diese Zeit. Auch das Chorfenster mit der Jahreszahl 1498 ist gotisch, allerdings nicht die Verglasung. Der von sechs Bürgern gestiftete Taufstein sowie das Epitaph des bruchsalischen Amtmanns und Schultheißen Johann Flinspach stammen aus den Jahren nach 1660.
Die Kreuzigungsgruppe an der Wand hinter dem Altar wurde von Christian Scheufele für den Neubau gestaltet. Im Kirchenschiff ist auf der West- und der Nordseite eine umlaufende Empore mit einer von Gemälden, Spruchbändern und Zierelementen geschmückten Brüstung eingezogen. Die für den Neubau angeschaffte Orgel auf der Westempore stammt aus der Orgelbauwerkstatt Walcker und verfügt über eine automatische Spieleinrichtung.